# Willem van Loon
Willem van Loon (Arnhem, 15 août 1891 - Arnhem, 19 novembre 1975) fut un ancien tireur à la corde hollandais. Il a participé aux Jeux olympiques de 1920 et remporta la médaille d'argent avec l'équipe hollandaise.